# Kostolné Kračany
Kostolné Kračany (in ungherese Egyházkarcsa) è un comune della Slovacchia facente parte del distretto di Dunajská Streda, nella regione di Trnava.